# 私作る人、僕食べる人
『私作る人、僕食べる人』（わたしつくるひと ぼくたべるひと）は、1975年（昭和50年）に放送されたハウス食品工業のテレビCMである。CM内の台詞が性別役割分担の固定化につながるとして婦人団体から抗議を受け、約2か月で放送中止となった。日本においてジェンダーの観点から広告が社会的に問題視された最初の事例として知られている。第16回ACC CMフェスティバル話題賞受賞作。

## 概要
ハウス食品工業が1975年（昭和50年）に放送したインスタントラーメンのテレビCMである。ラーメンの置かれたテーブルの前で、女性が「私作る人」と言い、続いて男性が「僕食べる人」と言うものであった。
放送開始から約1か月後の9月30日、「国際婦人年をきっかけとして行動を起こす女たちの会」（「行動を起こす女たちの会」）が、この台詞は「男女の役割分担を固定化するものである」として抗議した。これを受けてハウス食品工業は10月一杯で放送中止とした。ジェンダーの観点から問題が指摘された日本で最初の広告とされており、日本社会にジェンダーに関する認識を広げる契機となった。
「行動を起こす女たちの会」の主張に対してはさまざまな立場からの意見表明があり社会的な議論を巻き起こしたが、当時の社会の反応は、むしろ同会の行動に冷ややかで、揶揄や嘲笑するものが多かった。これに対して「行動を起こす女たちの会」は、抗議活動を揶揄する記事を掲載した週刊誌の一つに謝罪広告と慰謝料を求める裁判を起こし、同会の制作した反論記事を掲載する「同一誌面」の提供で和解した。これは、批判された側に反論の機会を保障するアクセス権（反論権）による名誉回復を図ったものとして注目された。

## 内容
ハウス食品工業が発売したインスタントラーメン「ハウス シャンメン しょうゆ味」のテレビCMとして、1975年（昭和50年）8月末から放送された。30秒のものと15秒のものの2つのバージョンがある。企画制作は、東急エージェンシーとキャット（現東急エージェンシープロミックス）。出演は、女性が結城アンナ、男性が佐藤佑介、少女は服部ひろえ。
企画や演出などを担当した西山貴也によると、企画にあたって子どもたちに商品がどう受け止められているかを調査した際の「家では私がみんなにつくってあげる」という小学校4・5年生女子の回答がヒントになったという。「女の子が男の子に、ラーメンをつくってあげる優しさを表現」し、「つくる人の愛情が加わると、ラーメンがよりおいしくなる」というメッセージを込めた。視聴者からの反応は、「かわいいじゃない、あのCM」「あのCMは見るたびにユーモアを感じている」など、おおむね好評であった。

## スタッフ
- 企画会社 - 東急エージェンシー[24][26]
- 制作会社 - キャット（現東急エージェンシープロミックス）[24][26]
- プロデューサー - 浅野健三・立野和昭[22][24][25]
- プロジェクトマネージャ（制作進行[22]） - 佐野晴男[24][25]
- 企画（アイディア[25]） - 西山貴也・羽太千恵・阿部裕[22][24]
- コピー - 西山貴也・羽太千恵・松岡康二[22][24][25]
- 演出 - 西山貴也[22][24][25]
- 撮影 - 常田昭太[22][24][25]
- 照明 - 沢田誠作[22][24][25]
- 美術 - 黒沢治安[22][24][25]
- アート - 羽太千恵[25]
- 編集 - 中村順子[22][24]
- 作曲（音楽[25]） - 森田公一[22][24]
- 録音 - 水巻巌[22][24][25]

## 反響

### 婦人団体による抗議
折しも1975年（昭和50年）は国際連合が定めた国際婦人年にあたり、日本では同年1月13日に、参議院議員の市川房枝や田中寿美子らの呼びかけで「国際婦人年をきっかけとして行動を起こす女たちの会」（「行動を起こす女たちの会」、のちの「行動する女たちの会」）が結成されていた。会員は、国会議員、評論家、ジャーナリストから主婦、学生まで約600人で、市川や田中のほか、樋口恵子、吉武輝子、俵萌子などが名を連ねていた。
「行動を起こす女たちの会」は、第1回世界女性会議で採択された行動計画の第175条に基づいてNHKや民放における女性の活用方法やドラマ等での女性の描き方などを問題視し、9月23日にはNHKを訪れて改善を求めた。そして、その際の記者会見で、『私作る人、僕食べる人』などのテレビCMなどについても批判し、近く抗議する予定であると表明した。これは、「行動を起こす女たちの会」の会員の娘が「テレビのCMのせいで、男の子が給食当番をやらなくなった」と話したことがきっかけになったという。
NHKへの申し入れから1週間後の9月30日、「行動を起こす女たちの会」の7人がハウス食品工業東京本部を訪ね、『私作る人、僕食べる人』のCMは「食事づくりはいつも女性の仕事という印象を与え、男女の役割分担を固定化してしまうものだ」などとして放送中止を求めた。同時に、1か月以内に応じない場合は「不買運動も含めた対抗手段を検討する」と通告した。

### 放送中止
ハウス食品工業では、9月23日の「行動を起こす女たちの会」の記者会見で『私作る人、僕食べる人』のCMが抗議活動の標的となっていることを知ると、広報室長が「そういう見方もあるのか、と実は改めてびっくりしたのですが、やはり一つのお声ではありますので、慎重に対策をたてたいと思います」としつつ、「まだ正式にお申し入れがあったわけではないので、すぐこのCMをおろすという結論までは出ていません」とコメントした。
9月30日の抗議を受けて、対応した広報室長は改めて「わが社としては男女の差別や、職域区分を固定化しようとするつもりはなく、正直びっくりしている」としたうえで、「消費者の声には謙虚に耳を傾けていく」として社内で慎重に検討すると述べた。ハウス食品工業では、広報室、プロダクト・マネジャー室、マーケッティング室の関係者によって対応を協議したがすぐには結論が出ず、3度にわたって会議が繰り返された。また、ハウス食品工業には約100件の手紙や電話が寄せられたが、2件を除いて「やめる必要はない」という意見だったという。
10月27日、ハウス食品工業は、新製品への切り替えを主たる理由として『私作る人、僕食べる人』のCMの10月一杯での放送中止を決め、「行動を起こす女たちの会」に通知した。広報室長は記者会見で、「社会的影響なども無視できない」とし、「消費者などからの反応は、あのままでいい、という声が圧倒的に多かったが、少数の声でも、謙虚に耳を傾けていくのは当然」などと中止の理由を説明した。これに対して「行動を起こす女たちの会」は、「差別CMであることをはっきり認めていないことや、新製品の宣伝開始まで中止の結論を引き延ばした点など、問題も残る」としつつも、「ともかく問題のCMが消えるのは一応の目的を達したことになる」などと一定の評価をした。

### 社会の反応
「行動を起こす女たちの会」の抗議活動が報道されるとさまざまな反響を呼んだが、当時のマスメディアは、男女の賃金格差などであればともかく、性的な役割分担が差別であるという同会の主張を理解できなかった。そのため、「行動を起こす女たちの会」の主張を、揶揄・中傷するものがほとんどであった。
作家の遠藤周作は10月6日付の『毎日新聞』で、このCMが女性に不快感を与えるのであれば撤回し「その代りに、その社のシャンメンを男と女が店屋で食べて（中略）女『わたし、食べる人』 男『ぼく、払う人』といえばいい」と書いた。時事通信社は10月18日付の『時事解説』に、「『国際婦人年をきっかけとして行動を起こす女たちの会』の活動は、ともすればエキセントリックに走りがちで、説得力に乏しい。家庭の主婦やOLなど、多くの女性がこれにソッポを向いていることが、その何よりの証拠である。テレビ批判の一環として『私（女性）作る人』『ボク（男性）食べる人』という食品会社のCMに”男女の役割を固定するもの”としてクレームをつけたことなど、被害もう想としかいいようがなく、話題となってその会社を喜ばせるだけに終わっている。」「女性の地位向上ということを、市川さんたちは何か勘違いしているのではなかろうか」などとするコラムを掲載した。放送中止を報じる『朝日新聞』の記事には、作家の上坂冬子が「差別CM、というのも一つの見方かもしれないが、茶の間の大多数の主婦は、そんなものに神経をいらだたせてはいない。そんな感覚では、男女差別の本当のポイントからはずれてしまう。」というコメントを寄せた。一方で、同記事には「あの告発のやり方に、からかい半分の議論がありましたが、ともかく問題の所在を明らかにした点に注目すべきでしょう」とする鍛冶千鶴子のコメントも掲載されている。
大衆受けを狙う週刊誌はさらに露骨であり、『週刊朝日』は「あげちゃうソング『百恵チャンも女性の敵』という女権（リブ）運動の”堂々たる論理”」、『週刊読売』は「わたしつくる人、ぼく食べる人、は男女差別だって 抗議した市川房枝さんらの個人的発想」、『週刊プレイボーイ』は「それでも俺たちは言う！『わたし生む人』『ボク生ませる人』」と題した記事を掲載した。女性誌でも、『女性セブン』が「『テレビは女性を差別！』NHKに出した要望書」、『ヤングレディ』は「”女らしい”が女性差別の言葉？ ヒステリックですね…」と題する記事を掲載した。『ヤングレディ』は、「世間には、いろんな分野で男顔負けの仕事をしている女性もいれば、男性に尽くすことに喜びを感じている女性もいる。すべての女性が前者のようになることが、男女平等になることなのだろうか？」として、藤本義一の「差別、差別と叫ぶ前に、男女の区別をもっと認識すべき」、上坂冬子や井上好子の「こんなことより女子の採用減や不況で職を亡くした母親のための運動を展開すべき」などとするコメントを載せた。上坂はさらに、「行動を起こす女たちの会」の抗議行動を「目に余る売名行為」と批判するコメントも寄せている。
一方で、中絶禁止法に反対しピル解禁を要求する女性解放連合の榎美沙子は、『週刊読売』において「趣旨は賛成」としつつも「やり方がなまぬるい」として、「どんなにやってもただ申し入れをするだけでは、実際効果は期待できないのじゃないかしら」と語っている。
『私作る人、僕食べる人』のCMが各種メディアで社会的な賛否の議論を巻き起こし注目を集めたことで、「行動を起こす女たちの会」の抗議以降「ハウス シャンメン しょうゆ味」の売り上げが伸びたとする見方もあったが、ハウス食品工業は、「ラーメンの消費そのものが冷え切っていることもあってCMが有名になったわりには、あまり売れなかった」と述べている。また、ジェンダーに関して賛否様々な議論を巻き起こした『私作る人、僕食べる人』のCMは、翌1976年（昭和51年）に開催された第16回ACC CMフェスティバルにおいて、話題賞を受賞した。

### 『ヤングレディ』裁判
週刊誌による揶揄や中傷に対して「行動を起こす女たちの会」は、標的を絞って抗議し論戦を挑むことにした。週刊誌の中には、男女平等を主張する女性を「充実した家庭もしらないアワレな人たち」と呼んだ『週刊文春』や、「女にニュースを読ませたら（中略）美人もいればブスもいるから男にとってはどちらも気になっちゃって、ニュースなんか頭に入りゃしなくなる」と書いた『週刊プレイボーイ』などもあったが、「行動を起こす女たちの会」はこうした低次元の記事では議論にならないと考え、『ヤングレディ』をターゲットに選んだ。これは、『ヤングレディ』が「”女らしい”が女性差別の言葉？ ヒステリックですね…」の見出しの下に「でも本質からはずれているのでは？」と記していたことから、「男女平等の本質とは何か」を問うことができると考えたからであった。
「行動を起こす女たちの会」は、11月19日に『ヤングレディ』の編集長らと会い、記事作成の経緯の説明を受けたうえで、アクセス権（反論権）を主張して同会の反論を掲載する「同一誌面の提供」を要求した。1週間後に『ヤングレディ』側から拒否する回答が届いたため、「行動を起こす女たちの会」事務局の波田あい子が原告となり、12月25日に同誌の編集長と出版元の講談社を相手取って、名誉棄損として謝罪広告と慰謝料を求める訴訟を提起した。
裁判は、原告側と被告側それぞれ一人ずつの証人尋問を終えた1979年（昭和54年）3月に裁判長が和解を勧告した。両者で話し合いを続けた結果、同年12月12日に「同一誌面の提供」による和解が成立した。和解成立を受けて、「行動を起こす女たちの会」は「和解は、裁判所が女性差別問題に理解を示し、アクセス権を認めたものだ」、『ヤングレディ』の編集長は「訴訟から四年、双方が何回となく話し合ってきたが、裁判所の和解勧告もあり、お互いに合意に達した」とコメントした。
「行動を起こす女たちの会」が作成した「女たちが拓く<女の時代> 80年女はどう生きる」と題する記事は、『ヤングレディ』の1980年（昭和55年）1月22日号に掲載された。記事では、職場や家庭のあり方を変えようとしている6人の女性の生き方を取り上げ、「<男らしさ><女らしさ>は催眠術」のタイトルで伊丹十三・宮本信子夫妻による対談を掲載した。そして、4年に及んだ裁判と和解の経緯を振り返り、次のように記事を締めくくった。

## 評価と影響

### ジェンダーに対する認識の拡大
『私作る人、僕食べる人』のCMは、日本においてジェンダーの観点から広告が社会的な問題となった最初の事例として知られ、それまで関心のなかった層がジェンダーについて考えるきっかけになったと評価されている。「行動を起こす女たちの会」が『私作る人、僕食べる人』のCMに抗議した当時は様々な議論を呼んだが、ジェンダー表現が差別にあたるという認識は徐々に社会に広がり、こうした広告は次第に減少していった。それでもジェンダー表現に関する広告が問題視される事例がしばしば発生してはいるものの、当時と違ってジェンダーに対する認識が共有され、価値観も多様化している日本社会において、固定的な性別役割分担意識に基づくと考えられる表現を行う広告は、大きな批判にさらされるようになっている。
ジャーナリストの治部れんげは、2018年（平成30年）の著書の中で、「前述した週刊誌のような表現を使えば、今ならその週刊誌自体が批判を浴びるはず」と社会の変化を指摘している。また、帝京大学の吉野ヒロ子は、当時は放送開始から「行動を起こす女たちの会」の抗議まで1か月、放送中止までさらに1か月かかったが、インターネットが普及した2018年時点であれば「放映開始後数時間で騒動となり、翌日か翌々日には放映中止となるのではないでしょうか」と述べている。
なお、治部は、ハウス食品工業の広報室長の一連の対応について、「自社のCMに反対し、中止を求める消費者と直接会っている」「メディアの取材に対して、回答を控えずに意見を述べている」「社内でいかなる対応策が検討されているか、その時点での最新情報を提供している」点をあげて、「今でも学ぶべきところが多い」と評価している。

### アクセス権の前進
「行動を起こす女たちの会」は、『私作る人、僕食べる人』に対する同会の抗議活動を揶揄する記事を掲載した『ヤングレディ』に対して訴訟を起こし、最終的に「同一誌面の提供」を条件に和解が成立して、「行動を起こす女たちの会」の作成した記事が『ヤングレディ』の1980年（昭和55年）1月22日号に掲載された。
アクセス権（反論権）はマスメディアに対して一般国民が意見を主張する権利としてアメリカ合衆国では1960年代末から認められ始めていたが、この和解は、日本でも批判された側に反論の機会を保障するアクセス権による名誉回復を図ったものとして注目された。あくまでも和解による当事者間の合意に過ぎず、訴訟上権利として定着したとまでは言えないものの、「行動を起こす女たちの会」は、「七〇年代の最後を締めくくるにふさわしい解決だった。女性側の泣き寝入りの時代が長かったことを考えると全面勝利だと思う。アクセス権が認められたことも、これからの住民運動に大きな変化を与えるきっかけになるだろう。」と評価した。

### ジェンダー広告と抗議活動のその後
『私作る人、僕食べる人』のCMの放送を中止させた「行動を起こす女たちの会」は、1986年（昭和61年）に「行動する女たちの会」に改称し、1995年（平成7年）の第4回世界女性会議を区切りとして翌1996年（平成8年）に解散した。その間、引き続き女性差別につながりかねない広告に関して抗議したり日本広告審査機構に要望書を提出するなどの活動を続け、一定の成果をあげた。しかし、こうした「抗議・告発型」の活動姿勢が、若い世代の女性に敬遠され、支持を得られなかったことで、解散の一因になったとも言われている。
これに対して1984年（昭和59年）に発足した「テレビ・コマーシャルの男女役割を問い直す会」は、定期的に「そろそろやめてコマーシャル」と同時に「なかなか好感コマーシャル」を選定している。そして、「そろそろやめてコマーシャル」についても「こういう風に変えたらどうか」という提言を添えており、「テレビ・コマーシャルの男女役割を問い直す会」の活動は、作り手と受け手の意見交流を通じた新しい「提案型」の運動と評価されている。
「行動を起こす女たちの会」をはじめとするこうした抗議活動によって、時に問題視される広告もありつつも、あからさまな男女差別や性別役割分業を描く広告は次第に減少していった。しかし、SNSの普及にともなって、特にインターネットCMにおいてジェンダー表現が問題視されるケースが相次いで見られるようになってきており、「ジェンダー炎上」と呼ばれている。インターネットCMはテレビCMと比べて規制が緩く、制作者にとって挑戦的・冒険的表現に走りやすいという指摘とともに、日本社会はまだまだ男女平等が実現されておらず、性別役割分業に基づくステレオタイプが相変わらず存在していることの証左であるとの指摘もある。